# نارانپاناوا اگوداگامدا
نارانپاناوا اگوداگامدا (به لاتین: Naranpanawa Egodagammedda) یک منطقهٔ مسکونی در سری‌لانکا است که در استان مرکزی (سری‌لانکا) واقع شده‌است.